# Bout de Zan fait les commissions
Bout de Zan fait les commissions és una pel·lícula muda francesa escrita i dirigida per Louis Feuillade i estrenada el 18 de juliol de 1913.
Aquesta pel·lícula forma part de la sèrie Bout de Zan.

## Repartiment
- René Poyen : Bout de Zan